# Eudocimus albus
El corocoro blanco o ibis blanco americano (Eudocimus albus) es una especie de ave pelecaniforme de la familia Threskiornithidae. Es un ibis ampliamente distribuido por el sur de Estados Unidos y buena parte de la región Neotropical.

## Taxonomía
Fue descrito por primera vez por Carlos Linneo en 1758 y le dio el nombre binomial de Scolopax albus. El nombre con el que se conoce a la especie albus es un adjetivo latino que significa blanco. Johann Georg Wagler dio a la especie su actual nombre binomial en 1832 introduciendo el género Eudocimus donde lo clasificó junto con el Ibis escarlata. Durante mucho tiempo se discutió si estas dos especies eran en realidad subespecies del mismo ave; sin embargo, la falta de hibridación entre las dos especies terminó por descartar este argumento. Posteriormente, se descubrió que las dos especies sí que se cruzaban y tenían crías de color naranja pálido o blancos con plumas naranjas salpicadas. Por lo tanto, el debate sigue abierto y hay autores que lo consideran una sola especie y otros que creen que son dos especies diferentes. Actualmente se reconocen dos subespecies:
- E. a. albus (Linnaeus, 1758) - zonas costeras del sur de Norteamérica hasta Costa Rica, incluyendo las islas del Caribe.
- E. a. ramobustorum (Patten, 2012) - zonas costeras desde Panamá hasta el norte de Sudamérica penetrando en la zona de los Llanos en Venezuela y Colombia.

## Descripción
Mide aproximadamente entre 56 y 71 cm, con una envergadura en las alas que alcanza hasta 1 metro de longitud y su peso oscila entre 1 kg los machos y los 770 gramos las hembras. El ibis blanco americano es característico por su plumaje blanco y su rosada piel facial. Los adultos tienen las puntas de las alas de color pero solo son visibles durante el vuelo. Las patas y el pico son de color rojo coral pero en los primeros días de la temporada reproductiva el pico se torna en color rosa intenso y las patas de rojo purpureo. Posteriormente, patas y pico se quedan en un rosa pálido y la punta del pico se vuelve negra. Los sexos son difíciles de distinguir por su apariencia, sin embargo, los machos son más grandes y presentan un pico de mayor tamaño. 
Las crías recién nacidas están cubiertas de un plumón en tono violáceo que se torna en marrón oscuro o negro en la cabeza y las alas. El pico es corto y recto al nacer. Entre las dos-seis semanas de edad el plumaje se torna gris y la cara y el pico rosados, mientras que las patas permanece grises. Del gris el plumaje pasa a marrón con parches blancos en algunas partes que irán aumentando conforme el animal madura hasta que alcanza los dos años de edad. 
Al igual que otras especies de ibis, el ibis blanco americano vuela con el cuello y las piernas extendidas, a menudo en formaciones en V.

## Distribución y hábitat
Se distribuye por las costas del Atlántico y del Pacífico en el sur de Norteamérica, toda la zona de América Central (incluido el Caribe) y el norte de Sudamérica.
Se le encuentra en una gran variedad de hábitats, aunque prefieren marismas costeras poco profundas, humedales y manglares. También se encuentra comúnmente en zonas fangosa y, llanuras de inundación. Las poblaciones que están lejos de la costa, particularmente en el sur de Florida, a menudo residen en otras formas de humedales, como estuarios, estanques y campos inundados. En verano, estas poblaciones se trasladan a hábitats más costeros pues las zonas interiores se inundan con las lluvias veraniegas y los cursos de agua son demasiado profundos para que este ibis pueda alimentarse.

## Comportamiento
Son aves que pasan la mayor parte del día buscando alimento, durmiendo o descansando. Cuando se posa a descansar aprovecha para acicalarse y arreglarse las plumas con su largo pico. También suele tomar baños antes del acicalamiento cuando se posa en aguas poco profundas y se arroja agua por encima con las alas. Es bastante territorial y defiende ferozmente los sitios de anidación.
El ibis blanco americano se empareja en primavera y se reproduce en grandes colonias, a menudo con otras especies de aves acuáticas. La anidación comienza en cuanto las condiciones del entorno para la alimentación y la crianza son las adecuadas. La hembra selecciona el sitio, generalmente en las ramas de un árbol o arbusto, que a menudo está sobre el agua, y construye el nido, y los machos ayudan trayendo material al nido. En general, ponen entre uno y cinco huevos, siendo dos o tres los más comunes. Los huevos son de color verde pálido con manchas marrones. A lo largo del período de apareamiento e incubación, el macho sufre un período de inanición para permanecer cerca del nido y de su pareja, a los que defiende agresivamente de los depredadores y otros ibis, en lugar de buscar comida. 
Aunque es principalmente monógamo y ambos sexos brindan cuidado parental a sus crías, el macho a menudo vuela para copular con otras hembras después de aparearse con su pareja femenina principal. De esta manera el macho aumenta su éxito reproductivo aunque los resultados de estas cópulas tienen pocas posibilidades de salir adelante. Para las hembras estas copulas adicionales son menos significativas pues sus parejas las defienden de la intromisión de otros machos. 
El éxito reproductivo de este ibis depende mucho de las condiciones hidrológicas del ecosistema. Los niveles bajos de agua favorecen la accesibilidad a las presas. Muchas veces, las inundaciones ocasionales alcanzan los nidos y los padres terminan abandonándolo y las nidadas se pierden. A pesar de ello, los ibis siguen regresando a estas zonas pues tienen otras condiciones bastante favorables para la reproducción. 
Los huevos eclosionan después de unas tres semanas y los jóvenes son atendidos por ambos padres. Los machos están presentes alrededor del nido durante la mayor parte del día y las hembras la mayor parte de la noche, mientras los padres intercambian deberes. La alimentación de los polluelos se produce en estos periodos en los que los padres cambian sus posiciones. 
Las colonias de anidación son una fuente de alimento importante para los depredadores como mapaches, cuervos, zarigüeyas, martinetes, buitres y serpientes. 
El ibis blanco americano prefiere comer cangrejos y otros crustáceos, pero también toma insectos acuáticos y peces pequeños. Fuera de la temporada de anidación, la dieta es muy variable, ya que la abundancia y los tipos de presas dependen tanto de la región como del hábitat. Busca el alimento sondeando el agua y el lodo del fondo; lo que hace que gran parte de sus presas sean animales lentos (cangrejos) y, en cambio, los animales más ágiles (peces) se le suelen escapar. Suele concentrarse para alimentarse en grandes bandadas mixtas con otras especies de aves que tienen una dieta diferente o se alimentan de otro tipo de presas. 

## Conservación
Esta especie está catalogada por la UICN como de preocupación menor debido a la gran amplitud de su distribución y porque las poblaciones permanecen estables (incluso en aumento en algunos lugares de Norteamérica). Debido a la alta dependencia que tiene de los niveles de agua y de las condiciones del ecosistema, sus principales amenazas son la contaminación (especialmente de las aguas) y el cambio climático.